# Gyula Vályi
Gyula Vályi   (Târgu Mureș, 25 de gener de 1855 - Cluj-Napoca, 13 d'octubre de 1913) va ser un matemàtic hongarès, professor de la Universitat Francesc Josep de Kolozsvár (actualment Cluj-Napoca, a Romania; en alemany: Klausenburg).

## Vida i Obra
Fill d'un jutge, membre de l'església calvinista, i d'una descendent del noble del segle xvii György Dózsa, Vályi va estudiar a la seva ciutat natal i, després, a la universitat de Kolozsvár, en la qual es va graduar com a professor de matemàtiques i física. Els dos anys següents (1878-1880) va estudiar a la universitat de Berlín amb els professors Weierstrass i Kronecker.
El 1881 va ser nomenat professor adjunt de la universitat de Kolozsvár i el 1884 va passar a ser professor titular de física teòrica. A partir de l'any següent també va ser professor de matemàtiques, donant classes d'anàlisi matemàtica, geometria i teoria de nombres. El curs 1891-92 va donar unes classes sobre la geometria de János Bolyai, basant-se directament en el text original que va obtenir d'un exemplar de l'única edició del Tentamen que havia estat conservat pel seu pare, Károly.
Des dels primers anys del segle XX la seva vista es va anar deteriorant progressivament, cosa que el va obligar a prendre's de memòria les lliçons, ja que no podia llegir els seus apunts durant les classes. El 1911, la pérdua quasi total de la visió el va obligar a retirar-se, anant-se a viure amb el seu germà Gábor, un conegut estadístic a la mateixa ciutat de Kolozsvár, en la qual va morir uns anys més tard.
Les seves aportacions més importants van ser en els camps de la teoria de nombres i de la teoria de les equacions diferencials parcials.